# Logique déviante
Une logique déviante est un terme utilisé par Susan Haack pour décrire n'importe quel type de logique incompatible avec la logique classique.

## Définition
La philosophe Susan Haack utilise le terme de logique déviante pour décrire les systèmes formels de logiques non classiques. Ces logiques utilisent les mêmes formules que la logique usuelle, la logique classique, mais les règles de déduction et les axiomes diffèrent. En particulier, les théorèmes de ces logiques ne sont pas les mêmes que ceux de la logique classique.
L'ensemble des théorèmes d'une logique déviante peut différer de toutes les manières possibles de l'ensemble des théorèmes de la logique classique : en tant que sous-ensemble approprié, sur-ensemble ou ensemble entièrement exclusif. Un exemple notable de ceci est la logique trivalente développée par le logicien et mathématicien polonais Jan Łukasiewicz. Dans ce système, tout théorème nécessairement dépendant du principe de bivalence de la logique classique ne serait pas valide. Le terme de logique déviante apparaît pour la première fois dans le chapitre 6 de Philosophy of Logic de Willard Van Orman Quine, New Jersey : Prentice Hall (1970), cité par Haack à la page 15 de son livre.

## Logiques quasi-déviantes et étendues
Haack décrit également ce qu’elle appelle une logique quasi -déviante. Ces logiques se distinguent des logiques purement déviantes en ce sens que :
- l'ensemble des formules bien formées générées est un sur-ensemble approprié de l'ensemble des formules bien formées générées par la logique classique.
- l'ensemble de théorèmes générés est un sur-ensemble approprié de l'ensemble de théorèmes générés par la logique classique, à la fois dans le sens où la logique quasi-déviante génère de nouveaux théorèmes en utilisant des formules bien formées communes avec la logique classique, ainsi que de nouveaux théorèmes en utilisant de nouvelles formules bien formées.

Enfin, Haack définit une classe de logiques simplement étendues. Dans celles-ci,
- l'ensemble des formules bien formées générées est un sur-ensemble approprié de l'ensemble des formules bien formées générées par la logique classique.
- l'ensemble des théorèmes générés est un sur-ensemble approprié de l'ensemble des théorèmes générés par la logique classique, mais uniquement dans le sens où les nouveaux théorèmes générés par la logique étendue ne sont que le résultat de nouvelles formules bien formées.

Certains systèmes de logique modale répondent à cette définition. Dans de tels systèmes, aucun nouveau théorème ne serait analysé en logique classique en raison des opérateurs modaux. Alors que les logiques déviantes et quasi-déviantes sont généralement proposées comme rivales de la logique classique, l’impulsion derrière la logique étendue est normalement uniquement de lui fournir un complément.

## Deux décennies plus tard
Le philosophe Achille Varzi (en), dans sa critique de l'édition 1996 du livre de Haack, écrit que l'enquête n'a pas bien résisté à l'épreuve du temps, en particulier avec « l'extraordinaire prolifération de logiques non classiques au cours des deux dernières décennies – logiques paracohérentes, logiques linéaires, logiques sous-structurelles », logiques non monotones, d'innombrables autres logiques pour l'IA et l'informatique. Il constate également que la description du flou faite par Haack « est désormais sérieusement défectueuse ». Il concède cependant que « en tant que défense d'une position philosophique, Deviant Logic conserve toute son importance ».